# 御猿堂古墳
御猿堂古墳（おさるどうこふん）は、長野県飯田市上川路（かみかわじ）にある古墳。形状は前方後円墳。飯田古墳群（うち竜丘地区）を構成する古墳の1つ。国の史跡（史跡「飯田古墳群」のうち）・長野県指定史跡に指定され、出土画文帯四仏四獣鏡は国の重要文化財に指定されている。

## 概要
長野県南部、天竜川支流の久米川東岸の段丘上（標高390メートル）に築造された古墳である。現在までに周辺の宅地化によって墳丘周囲の一部は削平されているほか、墳丘上は墓地として利用されている。古くから石室が開口し、これまでに墳丘測量・石室実測調査や、墳丘周囲の試掘調査が実施されている。
墳形は前方部が発達した前方後円形で、前方部を西北西方向に向ける。墳丘外表では葺石のほか、円筒埴輪・形象埴輪（人物（盾持人・女子埴輪）・盾形・靫形・大刀形埴輪など）が検出されている。墳丘南側くびれ部には造出を付す可能性がある。また墳丘周囲には二重の周溝が巡らされる。埋葬施設は無袖式の横穴式石室で、南南西方向に開口する。石室全長13.01メートルを測る大型石室である。石室内からは副葬品として、画文帯四仏四獣鏡のほか装身具・武器・馬具・土師器など多数が出土したという。
築造時期は、古墳時代後期の6世紀中葉（または6世紀前半-中葉）頃と推定される。下伊那地方における代表的な首長墓の1つであり、上位段丘上にある馬背塚古墳とは同一系譜上に位置づけられる。
古墳域は1969年（昭和44年）に長野県指定史跡に、2016年（平成28年）に国の史跡に指定され（史跡「飯田古墳群」のうち）、出土画文帯四仏四獣鏡は1953年（昭和28年）に国の重要文化財に指定されている。

## 遺跡歴
- 明治期中頃、住民による発掘。画文帯四仏四獣鏡の出土（現在は開善寺保管）[4]。
- 1953年（昭和28年）3月31日、画文帯四仏四獣鏡が国の重要文化財に指定。
- 1969年（昭和44年）7月3日、長野県指定史跡に指定。
- 1983・1984年（昭和58・59年）、石室実測調査（白石太一郎ら、1988年に報告）。
- 1987年（昭和62年）、墳丘測量・石室実測調査[3]。
- 2005年、（平成17年度）、民間開発に先立つ古墳北側の試掘調査[3]。
- 2015年（平成27年）、個人住宅建設に伴う古墳南側の試掘調査（飯田市教育委員会、2019年に報告）[1]。
- 2016年（平成28年）10月3日、国の史跡に指定（史跡「飯田古墳群」のうち）。

## 墳丘

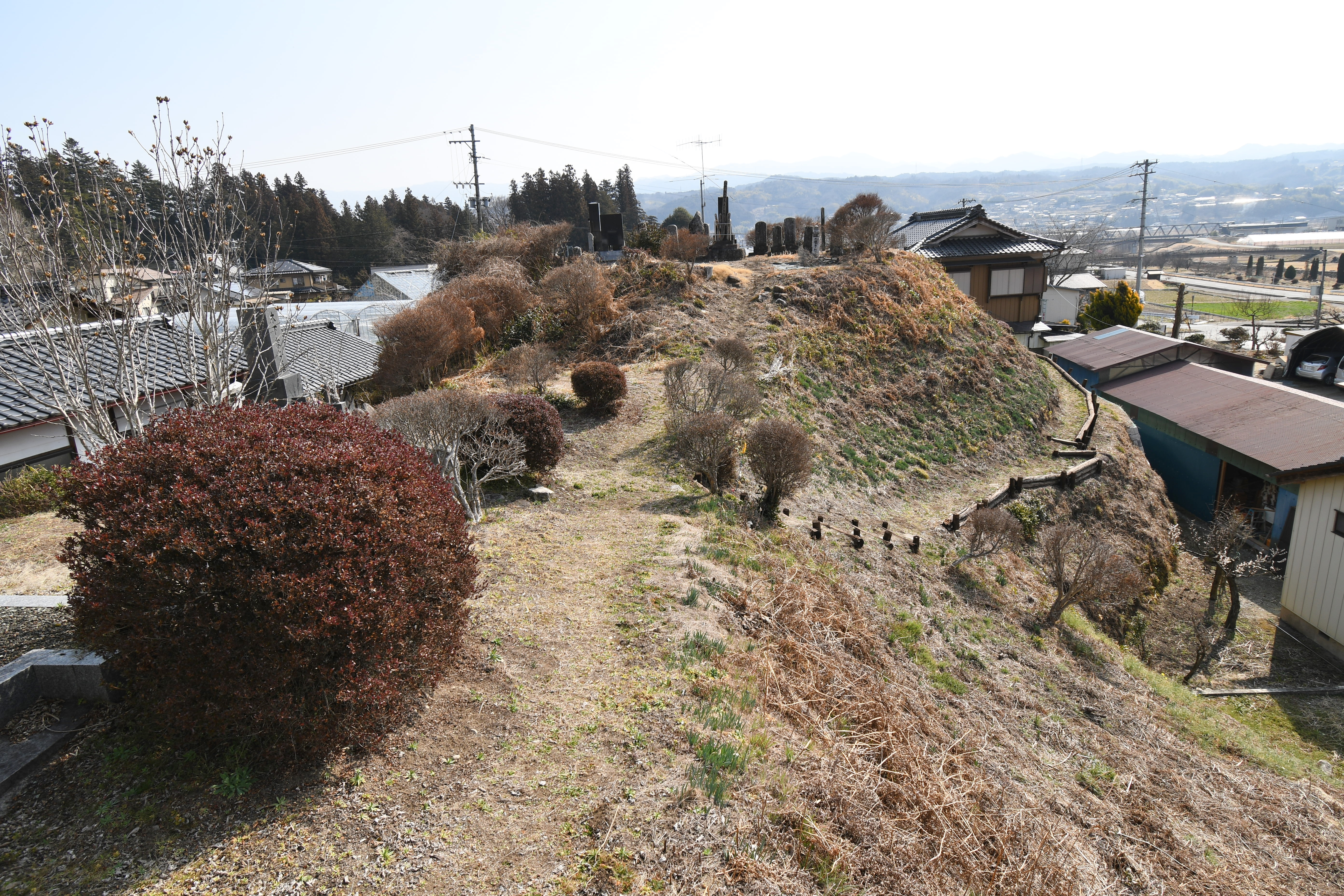
前方部から後円部を望む
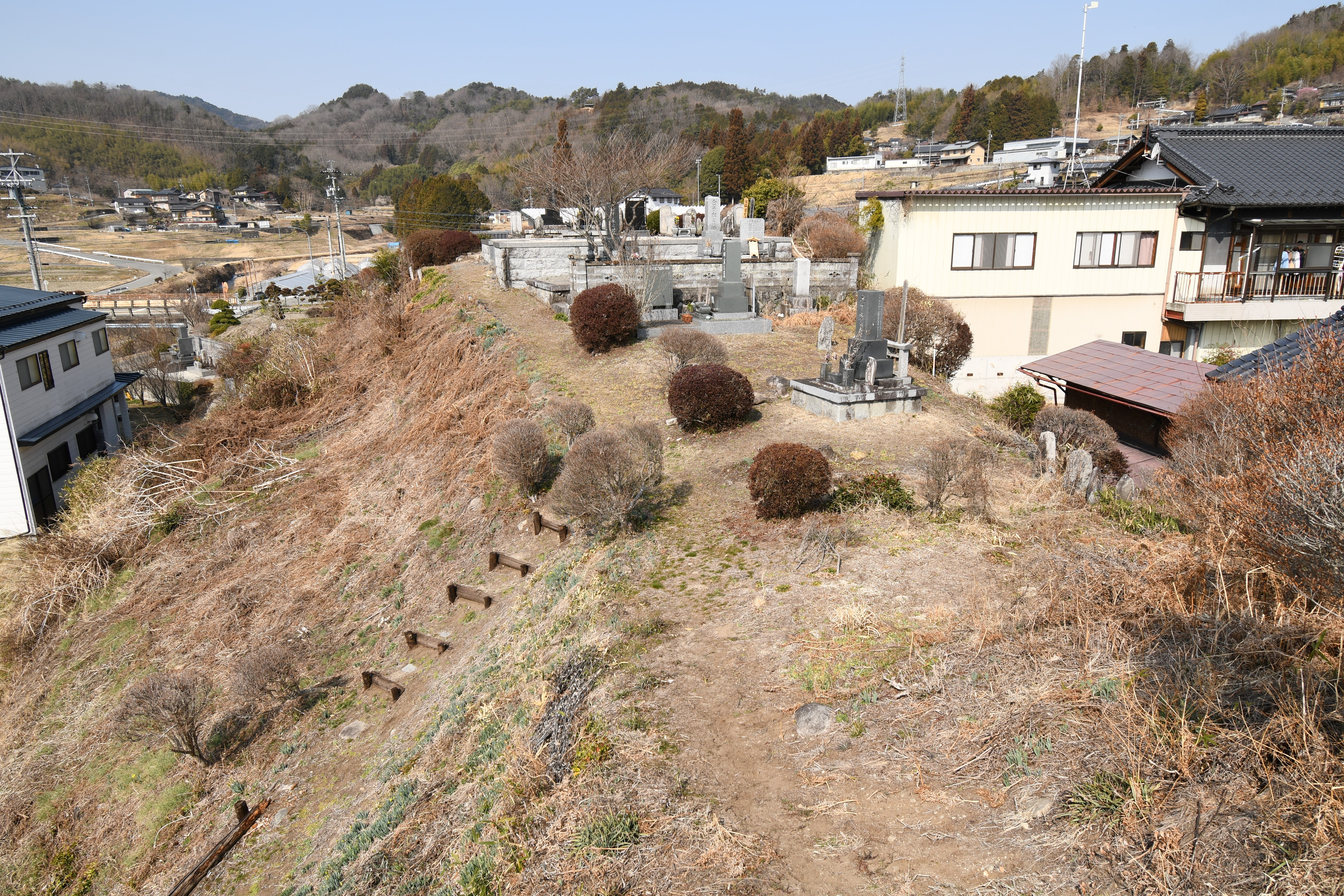
後円部から前方部を望む

墳丘の規模は次の通り。
- 墳丘長：65.4メートル
- 後円部
  - 直径：31.4メートル
  - 高さ：8.5メートル
- 前方部
  - 幅：34.8メートル
  - 高さ：9メートル

墳丘外表では、円筒埴輪が採集されているほか、1987年（昭和62年）の測量調査の際に墳丘北側くびれ部付近で盾持人埴輪が採集され、2015年（平成27年）の試掘調査の際に墳丘南側くびれ部下で女子埴輪・大刀形埴輪が出土している。墳丘南側くびれ部は傾斜が緩くなっているため、造出が存在した可能性が指摘される。
- 前方部から後円部を望む
- 後円部から前方部を望む

## 埋葬施設

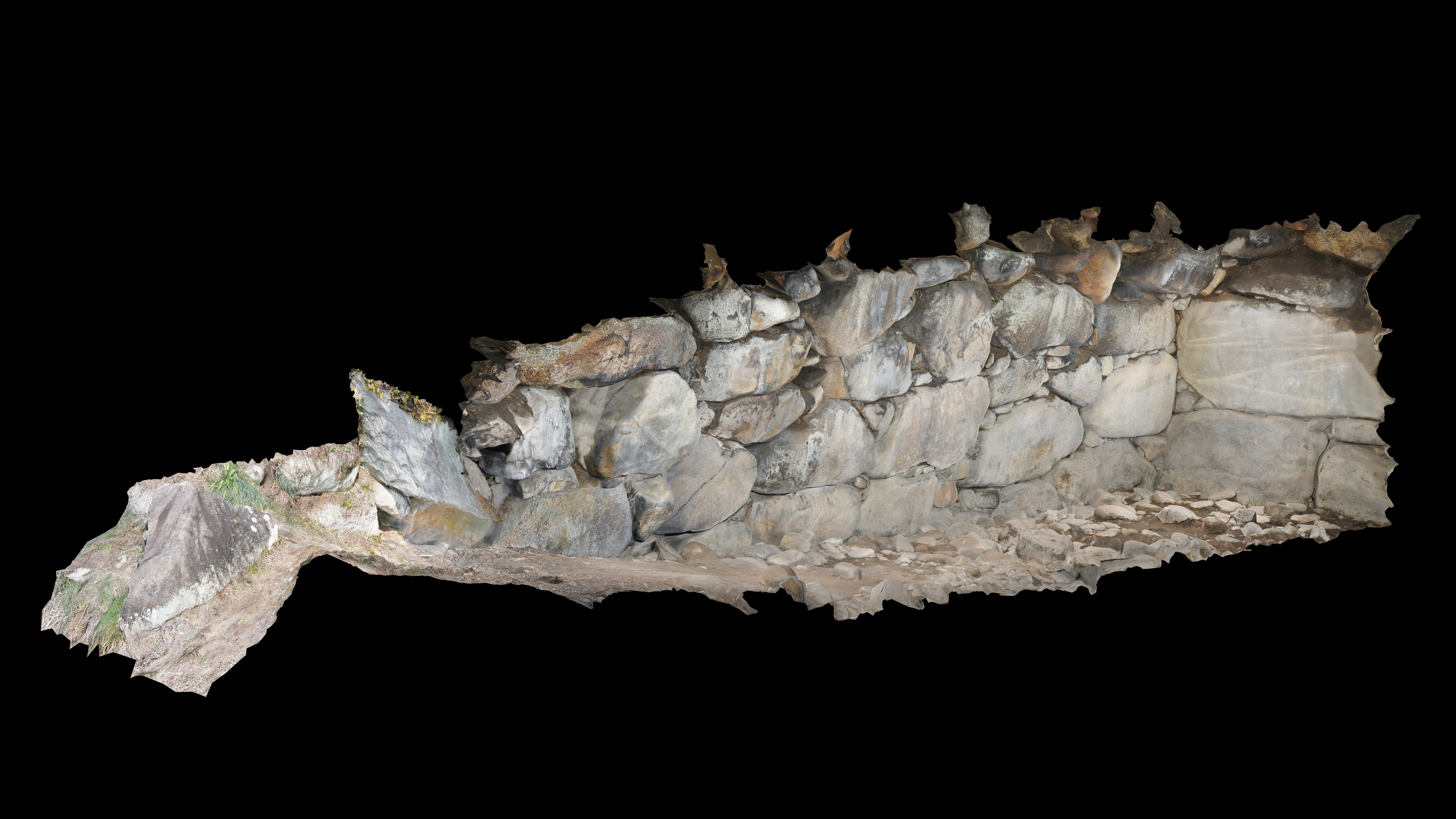
石室パース図

石室展開図

埋葬施設としては後円部において無袖式横穴式石室が構築されており、墳丘主軸に直交して南南西方向に開口する。石室の規模は次の通り。
- 石室全長：13.01メートル
- 玄室：長さ10.26メートル、幅1.76-2.35メートル、高さ2.9メートル
- 羨道：長さ2.75メートル以上、幅1.5メートル、現状高さ0.6メートル

石室俯瞰図
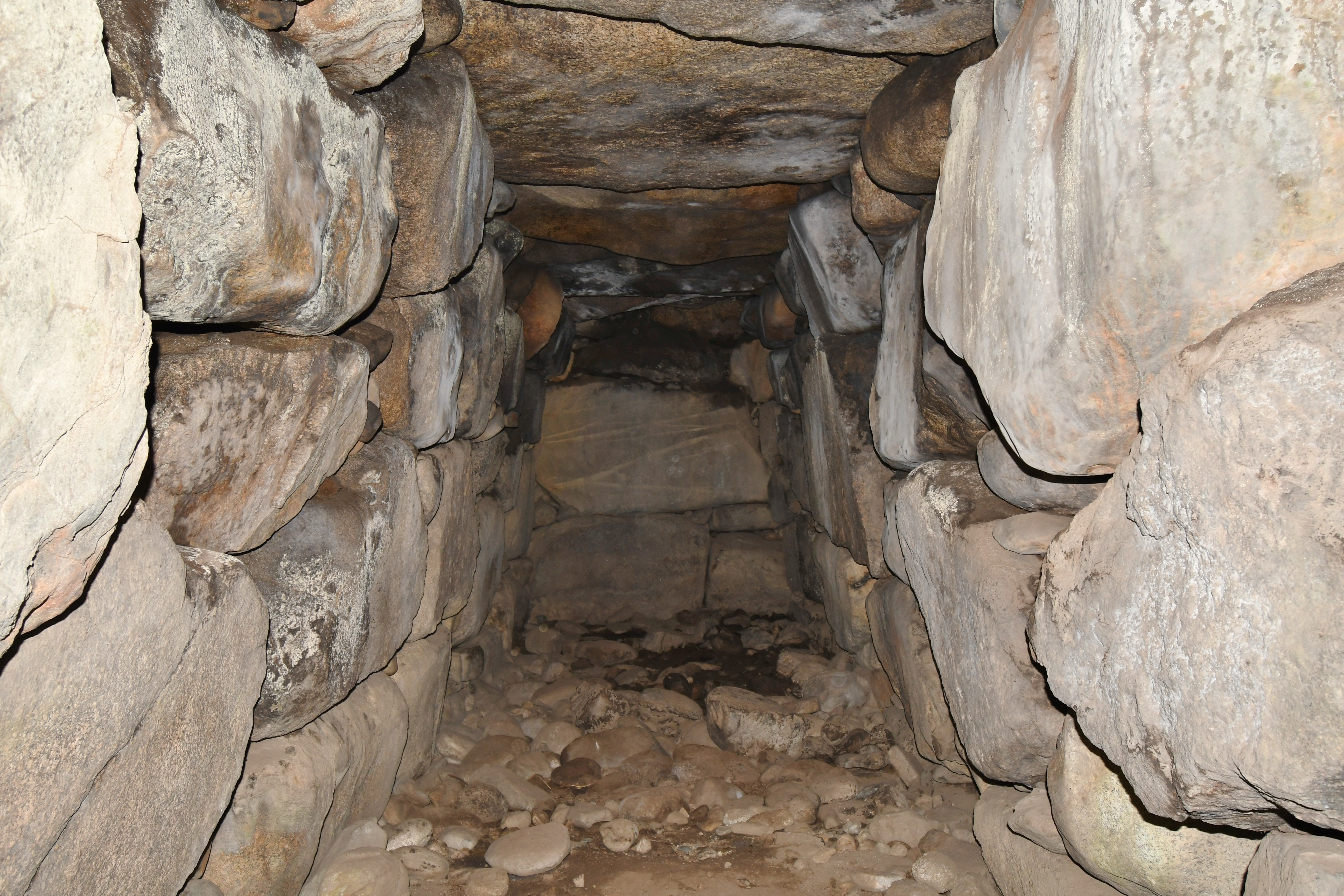
石室内部（奥壁方向）
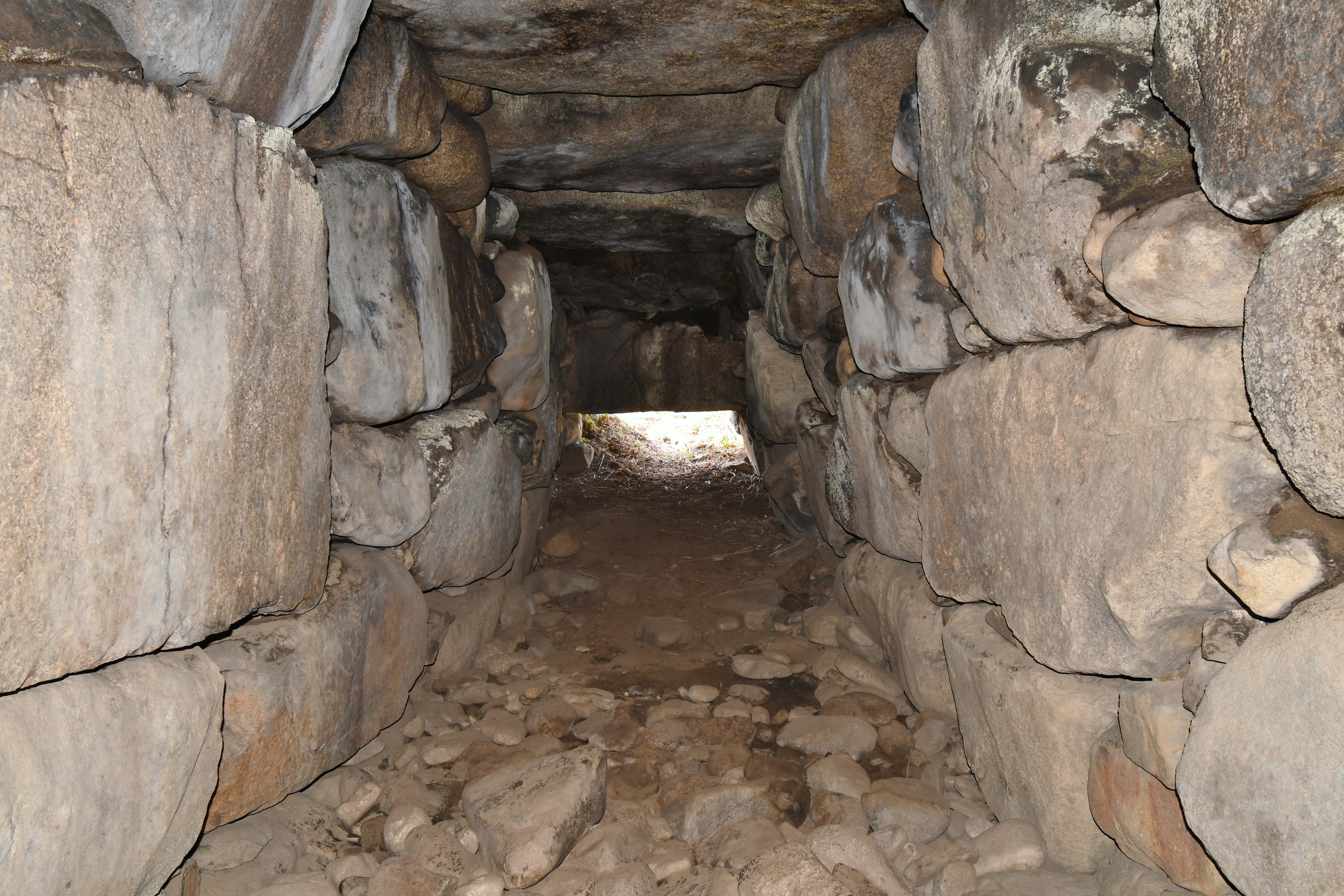
石室内部（開口部方向）
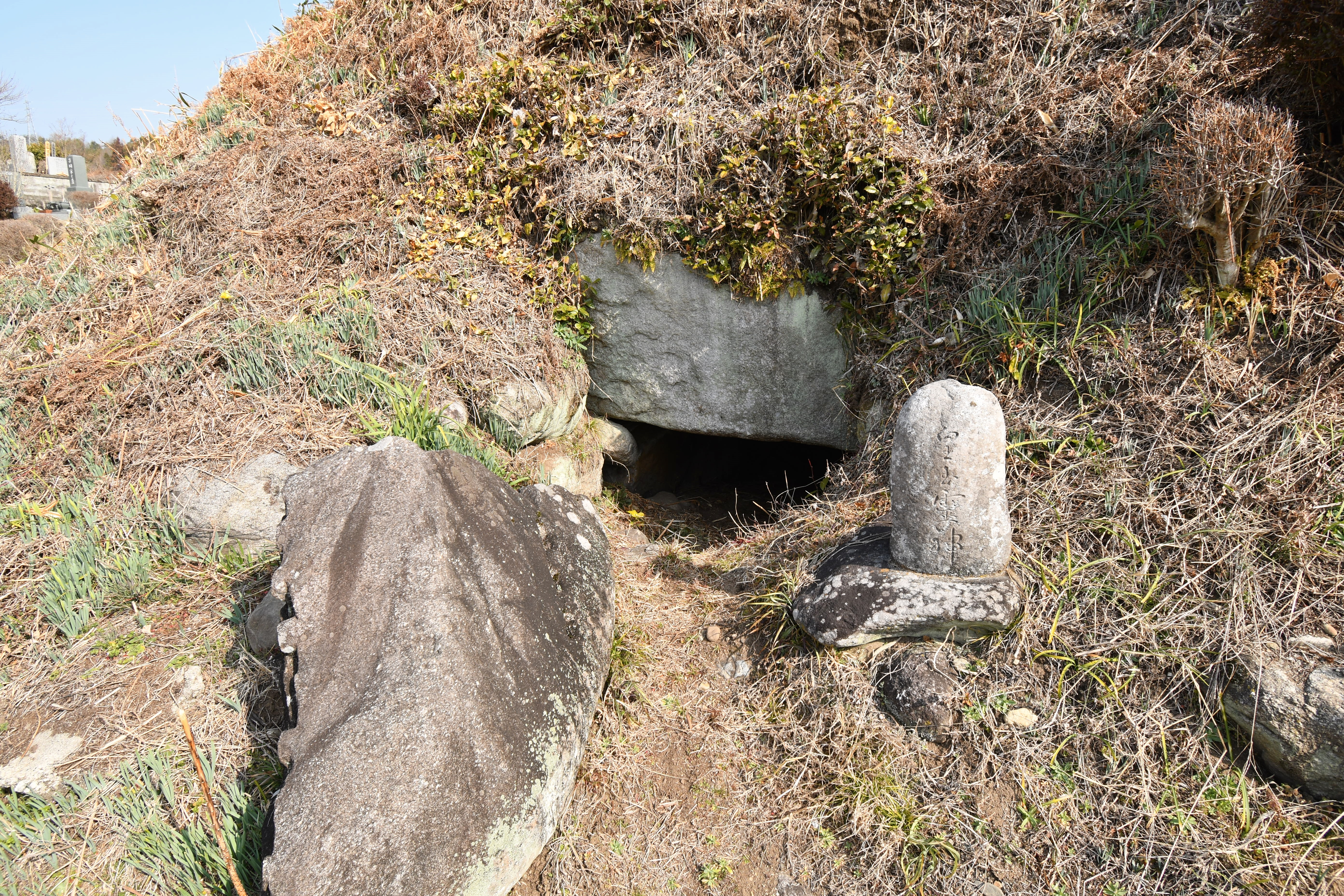
開口部

## 出土品
石室内から出土した副葬品は次の通り。
- 画文帯四仏四獣鏡（国の重要文化財） - 直径23.7センチメートル。金剛輪寺旧蔵鏡（現在は京都国立博物館保管）と文様が一致する（同氾鏡または踏返鏡か）[4]。
- 鏡片（盤龍鏡片か） 3
- 鉄剣片 1
- 鉄刀片 2
- 鉄製環頭柄頭 1
- 鞘尻 1
- 鞘金具 3
- 桂甲小札 2
- 鉄鏃片 1
- 轡 1以上
- 雲珠 1以上
- 杏葉 1
- 金具 2
- 土師器杯 1
- 座金 1
- 金属薄板 2
- 鉄器片 10
- 切子玉 1
- 勾玉1
- 純金薄板 2

以上のほか、大鈴・鏡1・金環3・勾玉7・管玉11・剣頭2（龍・鳳凰）・鉄刀・鉄鏃が出土したというが、現在では詳細不明である。

## 文化財

### 重要文化財（国指定）
- 画文帯四仏四獣鏡（考古資料） - 所有者は開善寺。1953年（昭和28年）3月31日指定[5][6][4]。

### 長野県指定文化財
- 史跡
  - 御猿堂古墳 - 主要部（国の史跡）を除く部分。1969年（昭和44年）7月3日指定[2]。

## 関連文献
（記事執筆に使用していない関連文献）
- 白石太一郎「伊那谷の横穴式石室（一）」『信濃』第40巻第7号、信濃史学会、1988年7月、669-687頁。